# HD157063
HD157063 — хімічно пекулярна зоря спектрального класу B8, що має видиму зоряну величину в смузі V приблизно  8,5.
Вона  розташована на відстані близько 4467,9 світлових років від Сонця.

## Пекулярний хімічний склад
Зоряна атмосфера HD157063 має підвищений вміст 
Si
.